# Містична піца (фільм)
«Містична піца» (англ. Mystic Pizza) — фільм виробництва США 1988 року.
Теглайн: «A romantic comedy with the works» («Виробничо-романтична комедія»).

## Сюжет
У маленькому курортному містечку Містика закінчився літній сезон. Майже всі відпочивальники роз'їхались, а три юні офіціантки затишного кафе «Містична піца» продовжують мріяти про романтичне кохання. Джоджо (Лілі Тейлор) збирається заміж за друга дитинства, але втрачає свідомість прямо біля вівтаря. Цілеспрямована Кет (Аннабет Гіш) закохана в Тіма (Вільям Мозес) — стрункого, красивого, і одруженого. Дейзі (Джулія Робертс) може закрутити голову будь-якому чоловіку.

## У ролях
| Актери            | Персонажи                       |
| ----------------- | ------------------------------- |
| Аннабет Гіш       | Кет Арауджо                     |
| Джулія Робертс    | Дейзі Арауджо                   |
| Лілі Тейлор       | Джожо Барбоса                   |
| Вінсент Д'Онофріо | Білл Монтіхо                    |
| Вільям Мозес      | Тім Траверс                     |
| Адам Сторке       | Чарльз Гордон Віндзор-молодший  |
| Кончата Феррелл   | Леона                           |
| Джоанна Мерлін    | пані Арауджо                    |
| Порша Редкліфф    | Фібі Траверс                    |
| Луї Тюрен         | Гектор Фрешет                   |
| Джанет Заріш      | Ніккі Траверс                   |
| Артур Волш        | Менні                           |
| Джон Каннінгем    | Чарльз Гордон Віндзор-старший   |
| Енн Флуд          | Полі Віндзор                    |
| Сюзанна Шеперд    | тітка Твіді                     |
| Джин Аморозо      | пан Барбоса                     |
| Шейла Ферріні     | пані Барбоса                    |
| Джон Фіоре        | Джейк                           |
| Лорен О'Браєн     | Сирена                          |
| Метт Деймон       | Стімер                          |
| Джек Рінкстад     | дядько Нед                      |
| Джоді Реймонд     | Тереза                          |
| Денніс Пайва      | весільна співачка (у ролі себе) |

## Цікаві факти
«Містична піца» — дебютний фільм Метта Деймона. На момент зйомок фільму йому було 16 років. Він з'являється у фільмі приблизно на 87 хвилині з єдиною фразою: «Mom, do you want my green stuff?» («Мама, хочеш мого „зеленого“?»).